# Edward Mulhare
Edward Mulhare (Cork, Irlanda, 8 de Abril de 1923 – Los Angeles, Califórnia, 24 de Maio de 1997) foi um actor irlandês, conhecido por interpretar o papel de Capitão Daniel Gregg na série Mrs. Muir e o Fantasma (The Ghost and Mrs. Muir), e Devon Miles em: O Justiceiro (Portugal) ou A Super Máquina (Brasil). 

## Biografia
Edward Mulhare foi educado pela Congregação Cristã na Irlanda, e foi então que pensou em estudar Medicina. Mas o seu interesse crescente em ser actor fez com que mudasse de ideias. Após representar em alguns lugares como o Teatro Gate, que se situa em Dublin, Edward Mulhare mudou-se para Londres, onde trabalhou com Orson Welles e John Gielgud.
Apareceu pela primeira vez na televisão em 1956, na série As Aventuras de Robin dos Bosques (The Adventures of Robin Hood). No ano seguinte, mudou-se para Nova Iorque, onde sucedeu Rex Harrison na produção original da peça de teatro Minha Linda Senhora (My Fair Lady). Em 1958, foi convidado para fazer uma palestra no programa What's My Line?. 
Uns anos mais tarde, em Hollywood, obteve os papéis nos filmes O Expresso de Von Ryan (Von Ryan's Express) e Flint contra o Génio do Mal (Our Man Flint), em 1965 e 1966 respectivamente, e nos filmes 007 - Só se Vive Duas Vezes (You Only Live Twice) e Capricho (Caprice), ambos em 1967. Em 1966 foi também actor convidado no episódio 29 da 2ª temporada da série Twelve O'Clock High, onde interpretou o papel de Coronel Kurt Halland.
Nos anos 80, participou na série Segredos do Desconhecido (Secrets of the Unknown), onde se falava de assuntos sobrenaturais em eventos históricos. Entre 1982 e 1986 interpretou o papel de Devon Miles na série de aventura e ficção científica O Justiceiro (Knight Rider), onde trabalhou com David Hasselhoff. Mulhare e Hasselhoff voltaram a actuar juntos na série Baywatch Nights, em 1997. Foi nesta série onde Edward Mulhare representou pela última vez.

## Morte
Edward Mulhare faleceu em sua casa em Los Angeles, em 1997, aos 74 anos, vítima de cancro no pulmão, sem nunca se ter casado.

## Filmografia
- Giv'a 24 Eina Ona (1955) .... James Finnegan
- The Adventures of Robin Hood .... (1956) .... Vários
- The Outer Limits (1963) (Séries de TV): "The Sixth Finger" (1ª Temporada, Episódio 5) .... Professor Mathers
- Signpost to Murder (1964) .... Dr. Mark Fleming
- Von Ryan's Express (1965) .... Capt. Costanzo
- Our Man Flint (1966) .... Malcolm Rodney
- Caprice (1967) .... Sir Jason Fox
- Eye of the Devil (1967) .... Jean-Claude Ibert
- Nós e o Fantasma (1968) Série de TV .... Capt. Daniel Gregg
- Gidget Grows Up (1969) (TV) .... Alex MacLaughlin
- The Streets of San Francisco (Série de TV):
 - "Tower Beyond Tragedy" (1972) (1ª Temporada, Episódio 5) .... Amory Gilliam e
- "One Chance To Live" (1974) (3ª Temporada, Episódio 6) ... Brian Dowing
- Casal 20 (1979) Série de TV ... "The Man with the Jade Eyes" (1ª Temporada, Episódio 11) ... Arthur Sydney
- Megaforce (1982) .... Byrne-White
- Knight Rider (1982) Série de TV .... Devon Miles
- MacGyver - Three For the Road (Temporada 2 Episódio 10 MacGyver) (1986) Série de TV .... Guy Roberts
- B-17: The Flying Fortress (1987) (voz) .... Narrador
- Secrets & Mysteries (1988) Série de TV .... Host
- Knight Rider 2000 (1991) .... Devon Miles
- Hart to Hart: Secrets of the Hart (1995) (TV)
- Out to Sea (1997) .... Cullen Carswell
- Baywatch Nights (1997) Série de TV .... "Frozen Out of Time" (2ª Temporada, Episódio 13) ... Dr. Lancaster